# 춘골리
춘골리(이탈리아어: Zungoli)는 이탈리아 캄파니아주 아벨리노도의 코무네다.